# Pyramides satellites de Khéops
Il existe quatre pyramides satellites du complexe funéraire de Khéops :
- pyramide G1A : la sépulture est attribuée par l'égyptologue Reisner à la première épouse de Khéops, la reine Mérititès Ire, en raison de sa proximité avec le mastaba de son fils Kaouab Ier. Mark Lehner, quant à lui l'attribue à la reine Hétep-Hérès Ire, du fait de la proximité du tombeau avec sa cachette royale[1] ;
- pyramide G1B : les égyptologues Mark Lehner et Rainer Stadelmann l'attribuent à la reine Mérititès Ire ; Zahi Hawass propose la reine Noubet qui a enfanté le successeur de Khéops, le souverain Djédefrê ;
- pyramide G1C : une stèle épigraphe porte une inscription permettrait d'attribuer la pyramide à la reine Hénoutsen ;
- pyramide G1D.